# Catharina Al
Maria Catharina Al O.P, geboren als Marieke Al (Beverwijk, 1975) is een Nederlands columnist, theologe en rooms-katholiek kloosterling.

## Biografie
Al groeide op in een katholiek gezin in Beverwijk. Na een studie Algemene literatuurwetenschap aan de Universiteit van Amsterdam ging ze werken als leerkracht in het basisonderwijs. In haar geloofsleven werd ze actief in de pro-life-beweging, onder meer als waker bij abortusklinieken. Ondertussen ontwikkelde zich bij haar een roeping tot het religieuze leven. Na een zoektocht met als doel uit te zoeken welke religieuze orde het beste bij haar paste, trad ze uiteindelijk in bij de Dominicanessen van Neerbosch. Daar legde ze uiteindelijk in 2020 haar tijdelijke professie af en in 2023 haar eeuwige professie.

## Maatschappelijk engagement
De leidraad van haar religieus leven is de spiritualiteit van Catharina van Siëna. Ze onderzoekt haar leven en werk, en tracht dit ook te vertalen naar de huidige maatschappelijke situatie. Daartoe spreekt ze zich ook regelmatig uit over religieuze en maatschappelijke kwesties, ondermeer als columnist van het Katholiek Nieuwsblad. 
In die rol heeft ze zich kritisch uitgelaten over Identiteitspolitiek, met name met betrekking tot seksualiteit. Ze meent dat dit in de kern gebaseerd is op een streven naar een vorm van ‘eerlijk delen’, dat loffelijk klinkt, maar nooit verwezenlijkt kan worden omdat het fundamenteel onmogelijk is om te bepalen wat dat ‘eerlijk delen’ dan precies inhoudt. Ze meent dat de leer van de Rooms-Katholieke Kerk een beter alternatief biedt, omdat deze bij voorbaat al dit streven naar ‘eerlijk delen’ verwerpt, en seksuele matiging danwel onthouding als ideaal stelt.
Een andere stellingname is dat ze meent dat de door haar geconstateerde maatschappelijke instabiliteit, en in het bijzonder die van de democratie, de rechtstaat en de verzorgingsstaat, in hoofdzaak terug te voeren is op de ontkerkelijking, en het onvermogen van niet-gelovigen om zich te organiseren in organisaties met een soortgelijke maatschappelijke functie als de kerken. 